# Língua bifurcada
A língua bifurcada é uma característica comum a várias espécies de répteis e outros animais. Uma hipótese para a sua evolução em serpentes é como detetor quimiorrecetor. A amostragem de dois pontos (as duas pontas da língua) em um gradiente químico permite aferir instantaneamente a direção de um trilho.